# ステパン・アタヤン
ステパン・アタヤン (ラテン文字:Stepan Atayan、ウズベク語: Stepan Atoyan、ロシア語: Степан Атаян、1966年7月13日 - ) は、ウズベキスタン出身の元プロサッカー選手である。現役時代のポジションはMF。

## 概要
アタヤンはソビエト連邦サッカーリーグ2部に所属していたコペトダグ・アシガバートとソグディアナ・ジザフでキャリアを開始した。ウズベキスタン独立後はウズベク・リーグに所属していたネフチ・フェルガナに移籍、1997年にギリシャ・スーパーリーグのプローデフティキFCに移籍して2シーズンプレーした。
アタヤンはサッカーウズベキスタン代表に1996年まで招集され、アラブ首長国連邦で開催されたAFCアジアカップ1996で3試合に出場した。